# Maltol
El maltol és un compost orgànic d'origen natural utilitzat principalment com a potenciador del gust. Pertany al grup de les pirones. Es troba a l'escorça del làrix, la Passiflora incarnata i les fulles dels pins. Es produeix naturalment en molts productes de rebosteria, el caramel i la malta torrada, d'on prové el nom.
Es fa servir en sabors alimentaris amb una nota de caramel, per exemple en aromes de fruita als quals ja és eficaç per sota del llindar de gust d'aproximadament amb 5 ppm o en refrescs com a substitut parcial del sucre. És autoritzat per la Unió Europea en productes alimentaris.